# Gabriel Aubry (pilote automobile)
Pour les articles homonymes, voir Gabriel Aubry (mannequin) et Aubry.
Gabriel Aubry, né le 3 avril 1998 à Saint-Germain-en-Laye (Yvelines), est un pilote automobile français. Il a participé à des championnats tels que les Asian Le Mans Series, les European Le Mans Series, le Championnat du monde d'endurance FIA et le WeatherTech SportsCar Championship.

## Carrière

### Asian Le Mans Series
Gabriel Aubry effectue sa première course en Asian Le Mans Series dans la catégorie LMP3 pour l'écurie Jackie Chan DC Racing X Jota pendant la saison 2017-2018. Il y obtient le deuxième temps de la catégorie durant les qualifications. Un problème de rétroviseur et un problème mécanique durant la course ne lui permettent pas de finir sur le podium,. Lors de sa seconde course, avec Patrick Byrne et Guy Cosmo, il monte sur la plus haute marche du podium.

### European Le Mans Series
À la suite de l'indisponibilité de Paul Lafargue, Gabriel Aubry rejoint IDEC Sport pour les deux dernières courses de la saison 2018 de l'European Le Mans Series,. Avec Paul-Loup Chatin et Memo Rojas comme copilotes, il finit, sous des conditions météorologiques difficiles, 4e aux 4 Heures de Spa et 6e aux 4 Heures de Portimão

### WeatherTech SportsCar Championship
Pour la saison 2019, Gabriel Aubry signe avec l'écurie PR1/Mathiasen Motorsports afin de participer au championnat 2019 du WeatherTech SportsCar Championship.

### Championnat du monde d'endurance FIA

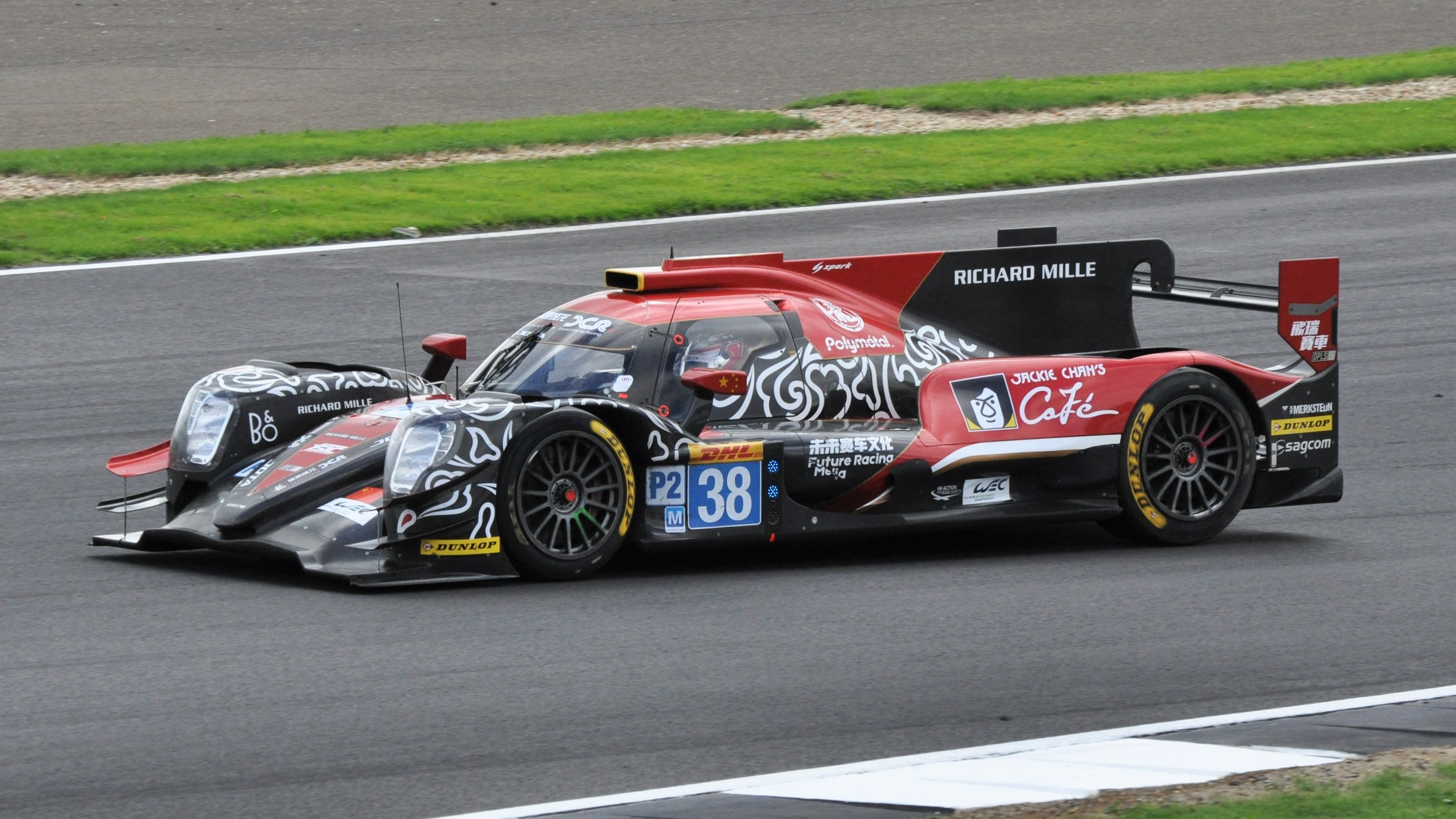
Gabriel Aubry aux 6 Heures de Silverstone 2018.

Gabriel Aubry fait ses premiers pas dans le championnat du monde d'endurance FIA au volant d'une Alpine A460 dans la catégorie LMP2 pour l'écurie Signatech Alpine lors du rookie test de Bahrein en 2017,,.
Quelques mois après cette première expérience, et après deux courses dans la catégorie LMP3 pour l'écurie Jackie Chan DC Racing X Jota en Asian Le Mans Series, il rejoint cette même écurie pour le Championnat du monde d'endurance FIA 2018-2019 avec comme coéquipier Ho-Pin Tung et Stéphane Richelmi.

## Palmarès

### 24 Heures du Mans
| Année | Écurie                | Copilotes                     | Voiture         | Classe | Tours | Pos. | Class Pos. |
| ----- | --------------------- | ----------------------------- | --------------- | ------ | ----- | ---- | ---------- |
| 2018  | Jackie Chan DC Racing | Ho-Pin Tung Stéphane Richelmi | Oreca 07-Gibson | LMP2   | 356   | 10e  | 6e         |
| 2019  | Jackie Chan DC Racing | Ho-Pin Tung Stéphane Richelmi | Oreca 07-Gibson | LMP2   | 367   | 7e   | 2e         |

### Championnat du monde d'endurance FIA
(Les courses en gras indiquent la pole position) (Les courses en italiques indiquent le meilleur temps)
| Année   | Écurie                | Voiture  | Moteur                     | Classe | 1               | 2                | 3               | 4               | 5               | 6   | 7   | 8   | Position | Points |
| ------- | --------------------- | -------- | -------------------------- | ------ | --------------- | ---------------- | --------------- | --------------- | --------------- | --- | --- | --- | -------- | ------ |
| 2018–19 | Jackie Chan DC Racing | Oreca 07 | Gibson GK428 4,2 l V8 Atmo | LMP2   | SPA gén:7 cls:1 | LMS gén:10 cls:6 | SIL gén:4 cls:1 | FUJ gén:7 cls:2 | SHA gén:8 cls:1 | SEB | SPA | LMS | 1re*     | 112*   |

* Saison toujours en cours.

### European Le Mans Series
| Année | Écurie     | Voiture  | Moteur                     | Classe | 1   | 2   | 3   | 4   | 5      | 6     | Position | Points |
| ----- | ---------- | -------- | -------------------------- | ------ | --- | --- | --- | --- | ------ | ----- | -------- | ------ |
| 2018  | IDEC Sport | Oreca 07 | Gibson GK428 4,2 l V8 Atmo | LMP2   | LEC | MON | RBR | SIL | SPA 4‡ | ALG 6 | 16e      | 14     |

‡ La moitié des points a été attribuée car moins de 75 % de la distance de la course a été réalisée.

### Asian Le Mans Series
| Année     | Ecurie                       | Châssis      | Moteur                      | Classe | 1   | 2   | 3                | 4               | Position | Points |
| --------- | ---------------------------- | ------------ | --------------------------- | ------ | --- | --- | ---------------- | --------------- | -------- | ------ |
| 2017-2018 | Jackie Chan DC Racing X Jota | Ligier JS P3 | Nissan VK50VE 5,0 l V8 Atmo | LMP3   | SHA | FUJ | THA gén:10 cls:4 | SEP gén:4 cls:1 | 6e       | 37     |